# Königsleitenspitze
La Königsleitenspitze est une montagne qui s’élève à 2 315 m d’altitude dans les Alpes de Kitzbühel, en Autriche.

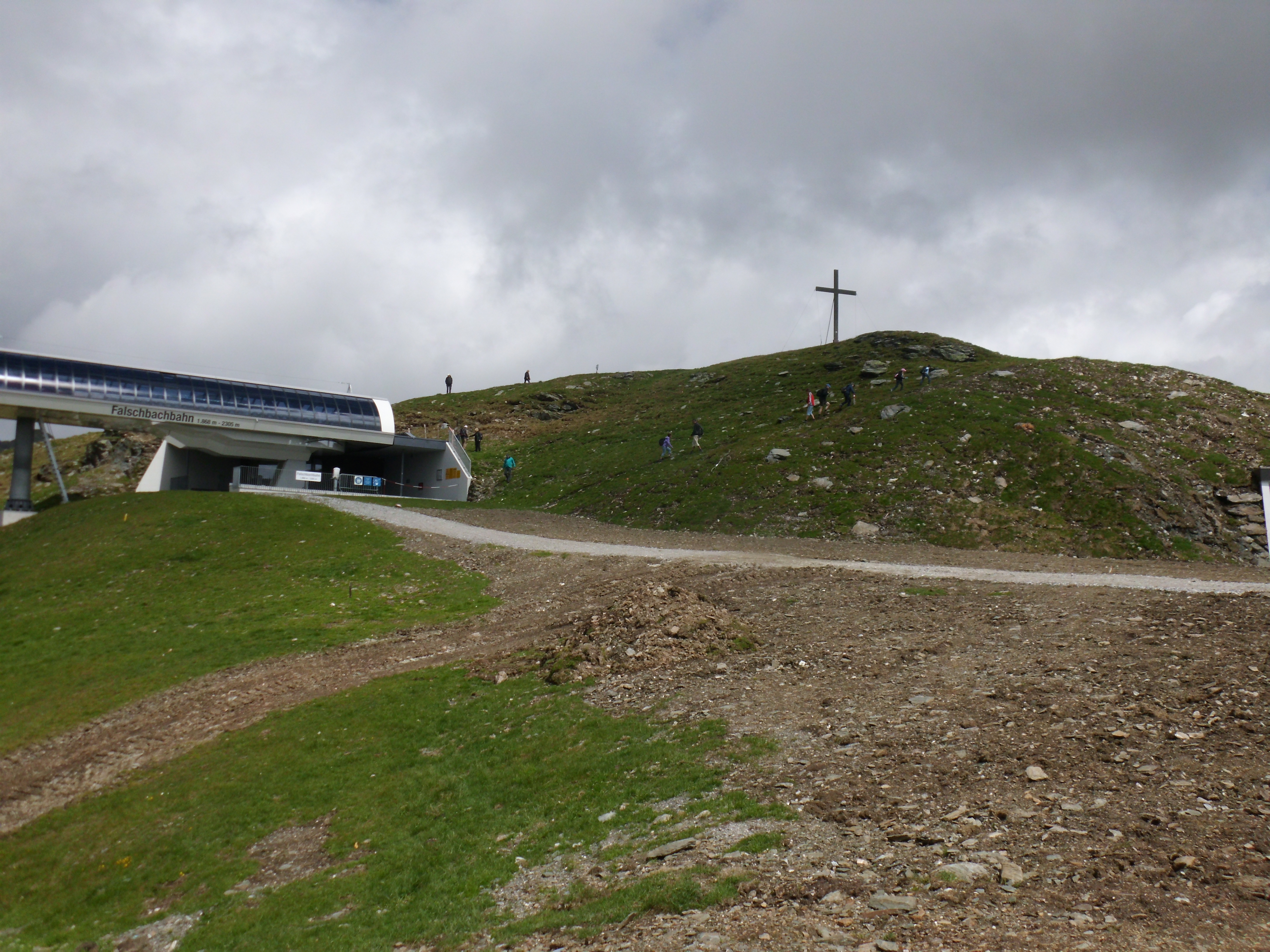
Sommet en été
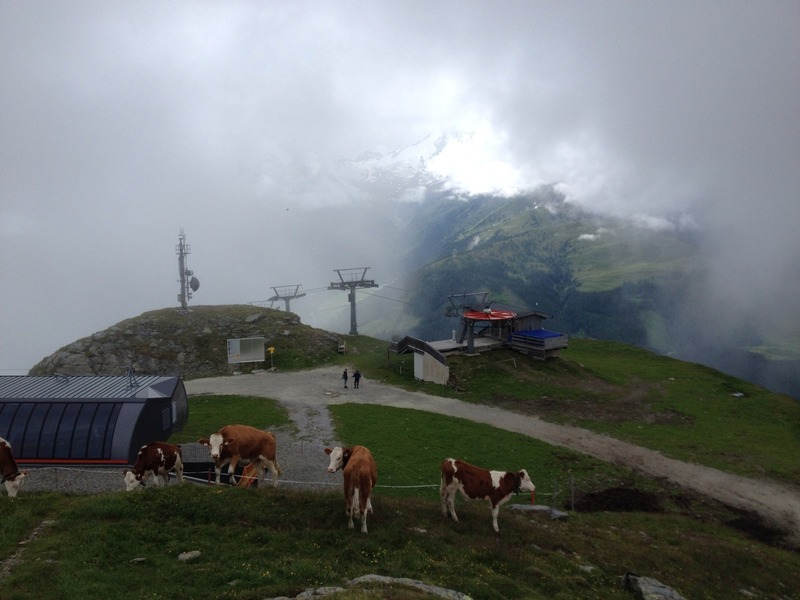
Vue en été
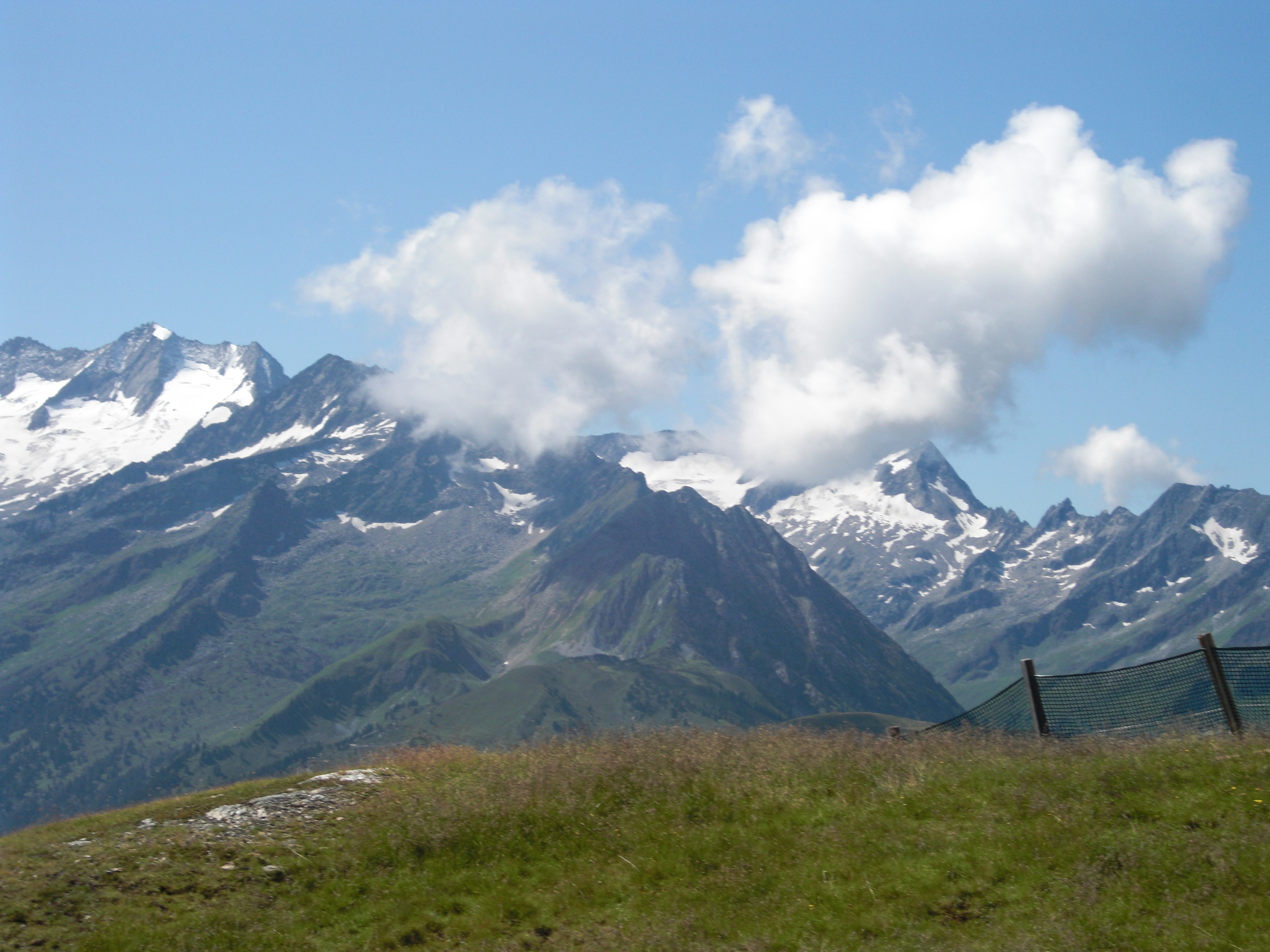
Vue en été
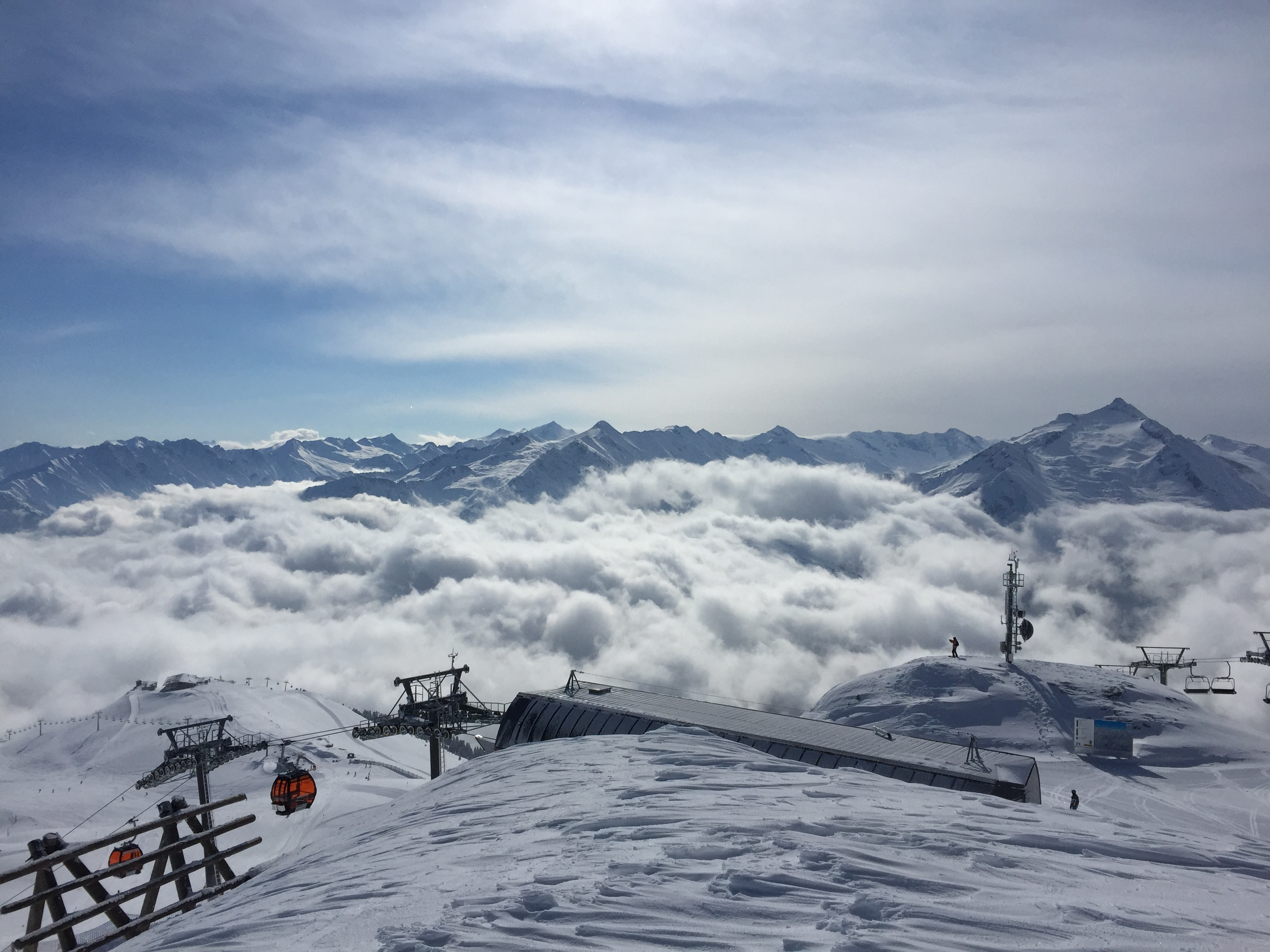
Vue en hiver